# Kedyw
Il Kedyw (acronimo parziale di Kierownictwo Dywersji) fu un'unità dell'Armia Krajowa polacca durante la seconda guerra mondiale che si occupò di sabotaggio, propaganda e operazioni armate contro nazisti e collaboratori tedeschi.

## Operazioni

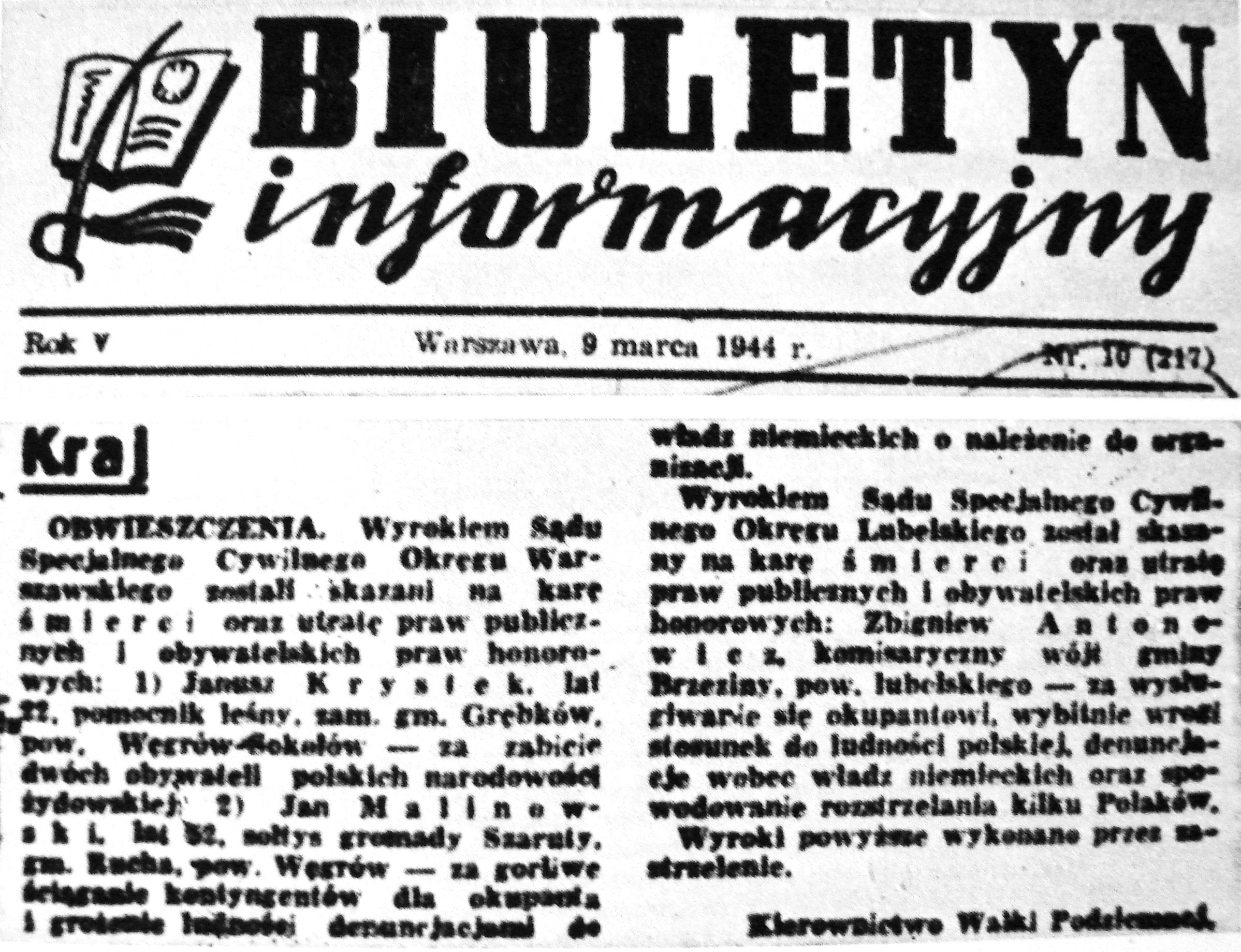
Biuletyn Informacyjny del 9 marzo 1943, informava dell'esecuzione per "l'uccisione di due cittadini di nazionalità ebraica polacca" da parte di Kedyw.

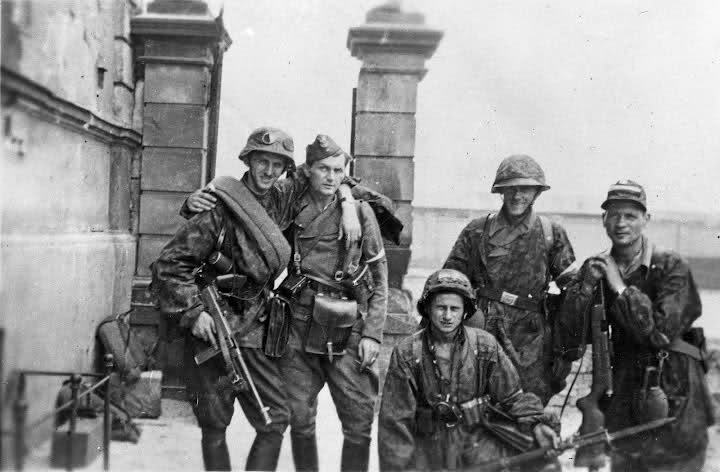
Insorti del Kolegium A di Kedyw nel distretto di Wola durante la rivolta di Varsavia nel 1944

Il Kedyw fu creato il 22 gennaio 1943 dalla fusione di due organizzazioni già esistenti all'interno dell'Armia Krajowa: Związek Odwetu e Wachlarz. Inizialmente le unità furono poco numerose e a carattere cittadino. Nel tempo, man mano che se ne formavano altre, alcune unità si trasferirono nelle aree boschive per iniziare la guerriglia partigiana. Il Kedyw avviò le fabbriche di armi e munizioni, le scuole militari, l'intelligence, il controspionaggio, gli ospedali da campo e una rete di comunicazione clandestina. La maggior parte dei membri del Kedyw furono i boy scout del Związek Harcerstwa Polskiego e della sua organizzazione in tempo di guerra, le Schiere grigie: molti degli ufficiali erano cichociemni, agenti speciali addestrati nel Regno Unito e paracadutati in Polonia.
I gruppi selezionati del Kedyw effettuarono svariate operazioni in tutta la Polonia occupata:
- sabotaggio di ferrovie, ponti e strade;
- incendio di treni e depositi di carburante;
- distruzione o danneggiamento delle fabbriche di armi che lavoravano per la Wehrmacht;
- liberazione di centinaia di prigionieri e ostaggi; il 26 marzo 1943 ebbe luogo una famosa azione del genere, nota come operazione Arsenal (in polacco: Akcja pod Arsenałem);
- esecuzioni di collaboratori nazisti e traditori condannati da un tribunale clandestino; è noto il caso di Igo Sym, attore polacco che informò i tedeschi sulle operazioni dell'Armia Krajova;
- esecuzioni di individui particolarmente brutali tra le truppe di occupazione tedesche, Gestapo, SS e polizia, dette operazione Główki.[3] Tra i giustiziati ci furono il SS- und Polizeiführer Franz Kutschera (il 2 febbraio 1944), il vice comandante del campo di concentramento di Gęsiówka SS-Hauptscharführer August Kretschmann, il SS-Rottenführer Ewald Lange, il SS-Obersturmführer Herbert Schultz, il SS-Oberscharführer Franz Bürkl e molti altri (più di 2.000 persone), tutti condannati a morte per i loro crimini dal tribunale dello Stato segreto polacco.
- Operazione Belt, intervento su larga scala contro le stazioni tedesche di frontiera.

## Insurrezione di Varsavia
Prima della rivolta di Varsavia l'unità Kedyw dell'area di Varsavia fu spostata in città e raggruppata in battaglioni di fanteria, i più noti tra i quali il Zośka, il Parasol e il Miotła. Dopo lo scoppio dei combattimenti la maggior parte delle forze del Kedyw si unirono al gruppo Radosław. Le unità Kedyw furono tra le più efficienti nella rivolta: i boy scout non solo vantavano più esperienza di molti soldati regolari, ma erano anche riusciti a raccogliere più armi e munizioni.
Le unità Kedyw presero parte per la prima volta alla presa del controllo del distretto di Wola a Varsavia. Dopo due giorni di pesanti combattimenti nel cimitero di Powązki, dove tutti gli attacchi tedeschi furono respinti con pesanti perdite, le unità si ritirarono di notte nel centro della città e nello Starówka, dove si raggrupparono e si difesero fino alla capitolazione della rivolta nell'ottobre 1944.

## Comandanti
- Emil August Fieldorf (Nil), generale di brigata, (fino al marzo 1944);
- Jan Mazurkiewicz (Radosław) (fino all'agosto 1944).